# دراجن داليباجيتش
دراجن داليباجيتش (بالسيريلية الصربية: Дражен Далипагић) مواليد 27 نوفمبر 1951 في موستار، جمهورية البوسنة والهرسك الاشتراكية، هو لاعب كرة سلة صربي سابق. بدأ مسيرته الاحترافية في سنة 1971. بلغ طوله 6 قدم 5.75 بوصة (2.0 م). مثّل منتخب بلاده. شارك في دورة الألعاب الأولمبية الصيفية سنة 1976. اعتزل اللعب في 1991. دخل قاعة نايسميث التذكارية لمشاهير كرة السلة.

## المسيرة الاحترافية
لعب مع نادي بارتيزان لكرة السلة من سنة 1971 إلى 1980، ثم لعب مع رير فينيزيا مستري في موسم 1980–1981، ثم لعب مع ريال مدريد لكرة السلة في الدوري الإسباني في موسم 1982–1983، ثم لعب مع أماتوري أوديني من سنة 1983 إلى 1985، ثم لعب مع رير فينيزيا مستري من سنة 1985 إلى 1988.

## الميداليات
| الميدالية | المسابقة                         |
| --------- | -------------------------------- |
| فضية      | الألعاب الأولمبية الصيفية 1976   |
| ذهبية     | الألعاب الأولمبية الصيفية 1980   |
| برونزية   | الألعاب الأولمبية الصيفية 1984   |
| فضية      | بطولة كأس العالم لكرة السلة 1974 |
| ذهبية     | بطولة كأس العالم لكرة السلة 1978 |
| برونزية   | بطولة كأس العالم لكرة السلة 1982 |
| برونزية   | بطولة كأس العالم لكرة السلة 1986 |
| ذهبية     | بطولة أمم أوروبا لكرة السلة 1973 |
| ذهبية     | بطولة أمم أوروبا لكرة السلة 1975 |
| ذهبية     | بطولة أمم أوروبا لكرة السلة 1977 |
| برونزية   | بطولة أمم أوروبا لكرة السلة 1979 |
| فضية      | بطولة أمم أوروبا لكرة السلة 1981 |

## روابط خارجية
- دراجن داليباجيتش على موقع الاتحاد الدولي لكرة السلة (الإنجليزية)
- دراجن داليباجيتش على موقع كرة السلة الأوروبية.كوم (الإنجليزية)
- دراجن داليباجيتش على موقع ريلجم (الإنجليزية)
- دراجن داليباجيتش على موقع بروبوليرز (الإنجليزية)
- دراجن داليباجيتش على موقع سبورتس رفرنس (الإنجليزية)
- دراجن داليباجيتش على موقع اللجنة الأولمبية الدولية (الإنجليزية)
- دراجن داليباجيتش على موقع أوليمبيديا (الإنجليزية)